# 1108 Demeter
1108 Demeter este un asteroid din centura principală, descoperit pe 31 mai 1929, de Karl Reinmuth.